# 威廉·泽布卡
威廉·迈克尔·泽布卡（英語：William Michael Zabka，/ˈzæbkə/，1965年10月20日—）是一位捷克裔美国演员，代表作有小子難纏（1984年）、小子難纏2（1986年）和电视剧眼镜蛇道馆（2018 年至今）。2004年，他因制作和合写短片《最》获奥斯卡金像奖提名。

## 早期生活
泽布卡出生于纽约市，是商业联络人、制片人和制作助理南希·泽布卡和导演、作家和作曲家斯坦·泽布卡的儿子。 他有一个弟弟和一个妹妹。他的父亲出生在爱荷华州的首府德梅因市，有捷克血统； 在约翰尼·卡森任职的头两年，他是今夜秀的助理导演，且担任多部电影的制作经理，包括查克·诺里斯的电影《被迫复仇》 （1982年）。 
1983 年，泽布卡毕业于洛杉矶的埃尔卡米诺皇家特许高中，之后曾短暂就读于北岭加州州立大学，并主修电影。 

## 职业
泽布卡在他的第一部电影《小子難纏》 (1984) 中扮演了约翰尼·劳伦斯，一个具有突破性的角色。他和拉尔夫·马奇奥分别饰演了反派和主角。当时他并没有受过空手道训练，但他已经是一名有成就的摔跤手。 参与这部电影激发了他学习唐手道的武术，后来他获得了二级绿带。 
在 1980 年代，泽布卡出现在了喜剧电影Just One of the Guys (1985) 和Back to School (1986) 中。 泽布卡也联合主演了 CBS 电视连续剧The Equalizer，饰演了主角的儿子（1986-89）。他还在 National Lampoon's European Vacation (1985) 中扮演了奥黛丽的运动员男友杰克。后来，他试图摆脱扮演“土霸”的角色。他在一次采访中提到，由于他在《小子難纏》中扮演了最出名的恶棍角色，有时他在公共场合会被一些人骚扰。  
在 1990 年代和 2000 年代期间，他在学习成为电影制作人的同时，主要出演一些独立电影。在2003年，他编写并制作了短片Most ，在捷克和波兰拍摄。Most（又名《The Bridge》 ）在 2003 年圣丹斯电影节上进行了全球首映，并在著名的电影节上获得了无数奖项，包括在 2003 年获得了棕榈泉国际短片节的最佳电影节。 2004年，他获得了第76届奥斯卡金像奖提名。
在 2007 年，泽布卡为 No More Kings 乐队导演并主演了一部名为“ Sweep the Leg ”的音乐视频。该视频的主角饰演的是泽布卡描绘的漫画版本的自己，住在了沙漠中的拖车中，并沉迷于他在空手道小子中的角色。该视频包含几位原版《小子難纏》 演员的客串，包括 Martin Kove 和 Ralph Macchio 。   2010 年，泽布卡 为 Rascal Flatts 执导了歌曲“Why Wait”的音乐视频，并为他们在 2017 年发布的热门歌曲“Yours If You Want It”执导了视频。同样，泽布卡在2010年客串出演了喜剧电影热水浴缸时光机。 2013 年，泽布卡与 Macchio 一起客串出演了《我如何遇见你的母亲》的第8 季剧集“成人礼兄弟”。 泽布卡也出现在了这个情景喜剧的第九季的许多剧集中。 泽布卡还在加利福尼亚州威尼斯市的 Heresy为很多客户制作了广告，包括 Little Tikes 和 Verizon。 

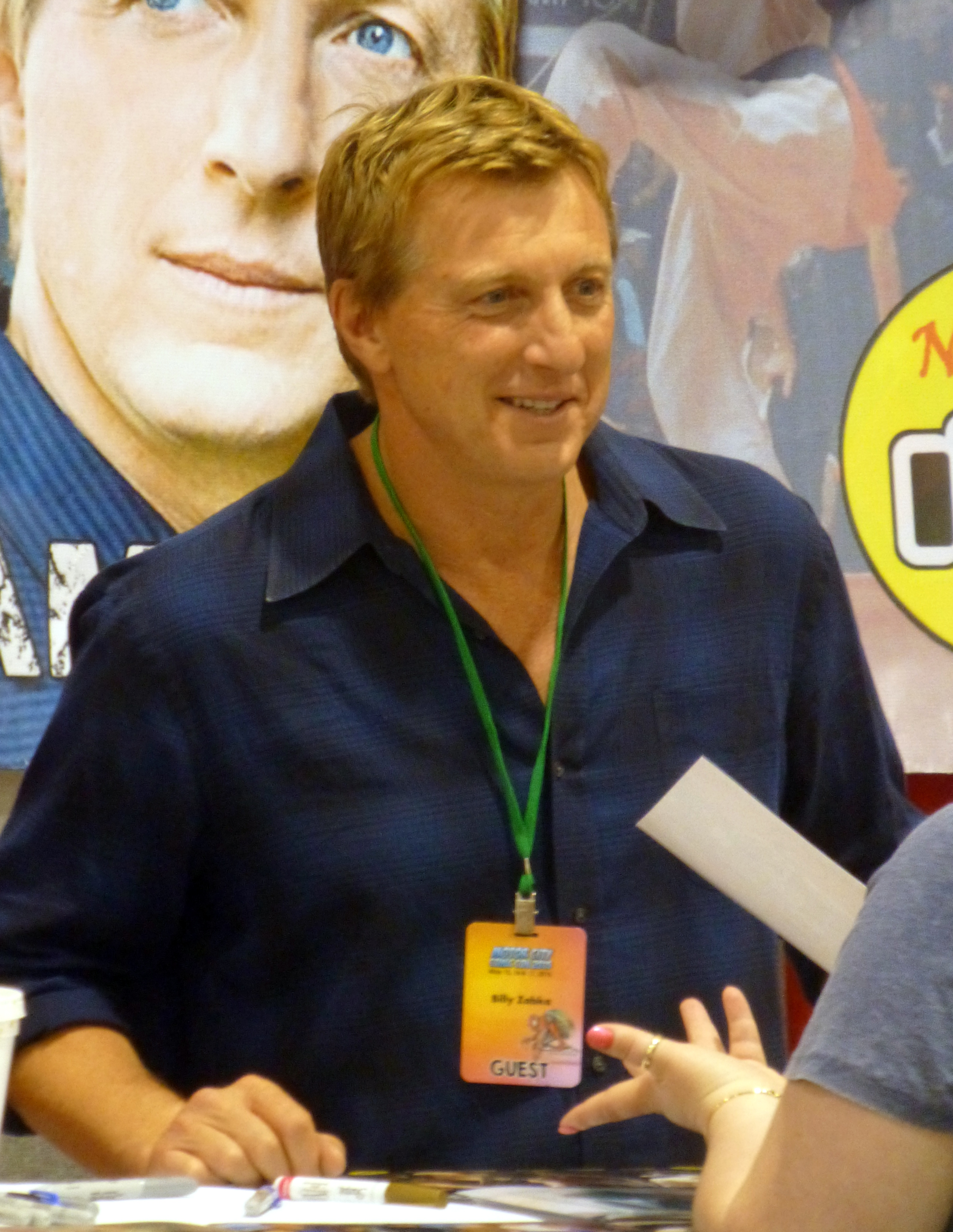
2015年的泽布卡

2017 年 8 月 4 日，泽布卡宣布自己将在YouTube Premium的十集系列《小子難纏》：复兴 中重新扮演 约翰尼·劳伦斯 的角色，该系列名为 Cobra Kai ，于 2018 年首次亮相。他与拉尔夫·马奇奥 (Ralph Macchio) 共同制作该系列。该系列的故事发生在第一部电影的事件发生 34 年后，围绕着一个精神不振的男主人公约翰尼展开，他试图重建自己的生活，于是重新开放了 Cobra Kai 道场，并再次开始了他与现已成功的丹尼尔·拉鲁索（马奇奥饰）的竞争，后者在没有已故导师宫城先生的指导下一直在努力保持健康生活的状态。  

## 个人生活
他于 2008 年与 Stacie Zabka 结婚，他们有两个孩子。 

## 奖项提名
| 年     | 奖           | 类别                                     | 电影                              | 结果 |
| ------ | ------------ | ---------------------------------------- | --------------------------------- | ---- |
| 1985年 | 青年艺术家奖 | 音乐、喜剧、冒险或戏剧电影最佳年轻男配角 | 空手道小子                        |      |
| 2004年 | 颁奖典礼     | 最佳真人短片                             | Most (与Bobby Garabedian共同获得) |      |